# Serdar Gücüyener
Kenan Serdar Gücüyener (* 20. Januar 1954 in Istanbul) ist ein ehemaliger türkischer Fußballspieler und heutiger -trainer.

## Spielerkarriere
Gücüyener spielte Mitte der 1970er-Jahre eine Saison für Galatasaray Istanbul. In dieser Saison gewann er mit Galatasaray gegen Trabzonspor den türkischen Fußballpokal. Von 1985 bis 1987 war Gücüyener Spieler des Zweitligisten Bakırköyspor.

## Trainerkarriere
Seine Trainerkarriere begann Gücüyener 1991 als Co-Trainer bei Küçükçekmecespor. 2005 wurde Gücüyener Co-Trainer von Metin Yıldız bei Çaykur Rizespor. Am 23. November 2018 ist Gücüyener zum dritten Mal Cheftrainer von Bakırköyspor geworden.

## Erfolge
Galatasaray Istanbul
- Türkischer Fußballpokal: 1976